# Els excessos
Els excessos (títol original en anglès, Hoard) és una pel·lícula dramàtica britànica del 2023 escrita i dirigida per Luna Carmoon. És protagonitzada per Saura Lightfoot Leon, Hayley Squires, Joseph Quinn, Lily-Beau Leach, Deba Hekmat, Samantha Spiro i Cathy Tyson. La pel·lícula es va exhibir per primer cop al 80è Festival Internacional de Cinema de Venècia el 2 de setembre de 2023 i es va estrenar als cinemes del Regne Unit el 17 de maig de 2024. S'ha subtitulat al català.